# マドモアゼル
マドモアゼルまたはマドモワゼル（仏: mademoiselle）は、フランス語で女性を指す敬称の単数形である。英語の Miss に当たり、かつては未婚（独身）の女性を指していたが現在は未婚/既婚を問わず若年の女性を指す（後述）。

## 概要

### 語義
「私の」という意味のmon（英語のmyにあたる）の女性単数形 "ma" と、「お嬢さん」という意味の "demoiselle"（英語のgirlにあたる）が結合した言葉である。
mademoiselle の複数形は "ma" および "demoiselle" の各々が複数形となってメドモワゼル（仏: mesdemoiselles）となる。日本語においてマドモアゼルの使用は見られるが、複数形のメドモワゼルの使用は稀。

### 是正
マドモアゼルは女性が父親の管理下であることを表す言葉だと女性団体から是正（ポリティカルコレクトネス）を求められていた。
2012年にフランスの首相が公文書での使用を廃止。政府の公文書においては全ての女性は既婚か未婚を問わずマダム（単数形：madame、複数形：mesdames）の称号に統一された。